# Maršovice (okres Benešov)
Maršovice (Duits: Marschowitz of Marschowitz bei Beneschau) is een Tsjechische marktstad (Tsjechisch: městys) in de regio Midden-Bohemen en maakt deel uit van het district Benešov. Maršovice ligt op 16 kilometer afstand van de stad Benešov.
Maršovice telt 786 inwoners (2025).

## Geografie
De gemeente Maršovice bestaat uit de volgende plaatsen:
- Maršovice
- Bezejovice
- Dlouhá Lhota
- Libeč
- Mstětice
- Podmaršovice
- Řehovice
- Strnadice
- Tikovice
- Vráce
- Záhoří
- Zahrádka
- Zaječí
- Zálesí 1.díl
- Zálesí 2.díl
- Zderadice

## Geschiedenis
Het oudste deel van de gemeente Maršovice is waarschijnlijk de deelgemeente Zaječí. In 1999 vierde dat dorp het duizendste jubileum sinds de eerste schriftelijke vermelding. De schenkingsakte waarin prins Boleslav II Zaječí in 999 aan het nieuwe klooster van Sint-Jan de Doper op het eiland bij Davle schonk is echter niet bewaard gebleven. Waarschijnlijk is de akte reeds in de middeleeuwen verloren gegaan.
De eerste schriftelijke vermelding van Mařsovice zelf dateert van 1205 in een schenkingsakte van koning Ottokar I van Bohemen, waar melding wordt gemaakt van een zekere Jiřík z Maršovice. De lagere adel, en later de ridders van Maršovice, bezaten het (toen nog) dorp tot ongeveer het einde van de 15e eeuw. In de eerste helft van de 16e eeuw ging het eigendom van het dorp van de ene adellijke familie over op de andere. Uiteindelijk werd het rond 1564 verworven door Vilém Kosoř Malovec z Malovice. Op zijn verzoek verhief keizer Maximiliaan II het dorp in augustus 1568 tot marktstad. In dat jaar kreeg Maršovice tevens een stadswapen.
Aan het einde van de 16e eeuw kwam de stad in handen van de heren Hodějovský z Hodějov en z Tloskov, die het tot aan de confiscaties na de Slag op de Witte Berg in bezit hielden. Daarna ging het bezit opnieuw over van de ene familie  op de andere, totdat het in 1872 werd aangekocht door de industrieel Čeněk Daněk. Maršovice bleef in het bezit van zijn familie tot de onteigening na de Tweede Wereldoorlog.
Tijdens de Tweede Wereldoorlog was de stad onderdeel van het militaire oefenterrein van de Waffen-SS Benešov. Op 1 februari 1944 moesten de inwoners daarom noodgedwongen hun huizen verlaten.
Sinds 1949 maakt Maršovice volledig uit van het district Benešov. Op 10 oktober 2006 kreeg Maršovice opnieuw het predicaat marktstad.

## Verkeer en vervoer

### Autowegen
Maršovice is te bereiken via diverse regionale wegen. 

### Spoorlijnen
Er is geen station in de gemeente. Het dichtstbijzijnde station is in Vrchotovy Janovice, op zo'n negen kilometer afstand. Die spoorlijn wordt bediend door treinen van Benešov naar Sedlčany.

### Buslijnen
Er zijn twaalf bushaltes in de gemeente:
| Halte                        | Lijn(en) | Traject(en)                         | Vervoerder(s)             |
| ---------------------------- | -------- | ----------------------------------- | ------------------------- |
| Maršovice, Maršovice         | 757 759  | Benešov - Votice Benešov - Neveklov | CŠAD Benešov              |
| Maršovice, Libeč             | 757 759  | Benešov - Votice Benešov - Neveklov | CŠAD Benešov CŠAD Benešov |
| Maršovice, Mstětice          | 759      | Benešov - Neveklov                  | CŠAD Benešov              |
| Maršovice, Řehovice, Rozchod | 756      | Křečovice - Neveklov                | CŠAD Benešov              |
| Maršovice, Strdanice         | 757 759  | Benešov - Votice Benešov - Neveklov | CŠAD Benešov CŠAD Benešov |
| Maršovice, Vráce             | 756      | Křečovice - Neveklov                | CŠAD Benešov              |
| Maršovice, Záhoří            | 759      | Benešov - Neveklov                  | CŠAD Benešov              |
| Maršovice, Zahrádka          | 757 759  | Benešov - Votice Benešov - Neveklov | CŠAD Benešov CŠAD Benešov |
| Maršovice, Zaječí, Rozchod   | 754 755  | Benešov - Příbram Benešov - Rabyně  | ZDAR CŠAD Benešov         |
| Maršovice, Zderadice         | 759      | Benešov - Neveklov                  | CŠAD Benešov              |
| Maršovice, Dlouhá Lhota      | 759      | Benešov - Neveklov                  | CŠAD Benešov              |
| Bystřice, Mlýny, Rozchod     | 757 759  | Benešov - Votice Benešov - Neveklov | CŠAD Benešov CŠAD Benešov |

### Wandelroutes
- Groen: Neveklov - Zderadice - Manělovice - Olbramovice;
- Geel:  Maršovice - Litohošť - Manělovice - Vrchotovy Janovice.

## Bezienswaardigheden

### Kerk en pastorie
Het dominante bouwwerk is de laatbarokke kerk van de Aankondiging van de Heilige Maagd Maria, gebouwd in de jaren 1774–1775, waarin de relieken van de martelaar Sint Constantijn worden bewaard, en de barokke pastorie met mansardedak, die in 1730 zijn huidige vorm kreeg. In de kerk is een hoofdaltaar uit de rococoperiode te vinden.

### Overige bezienswaardigheden
- Niskapelletje;
- Beeld van de heilige Adalbert bij de begraafplaats uit de rococoperiode (tweede helft van de 18e eeuw);
- Heuvel Stejc met de restanten van het kasteel Stajice, dat waarschijnlijk in de eerste helft van de 14e eeuw werd gesticht.[6]

## Galerij

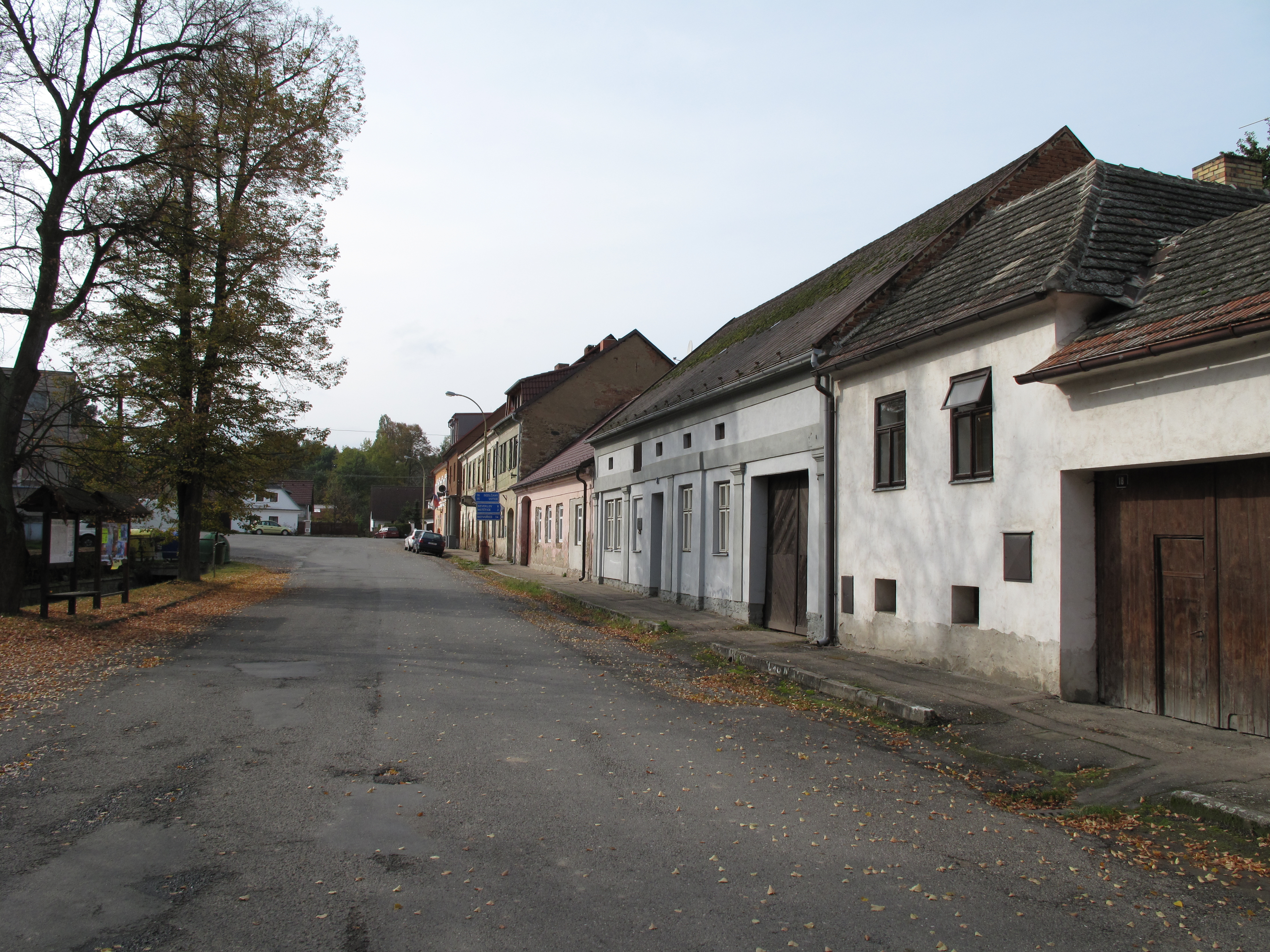
Straat in het dorp (2010)
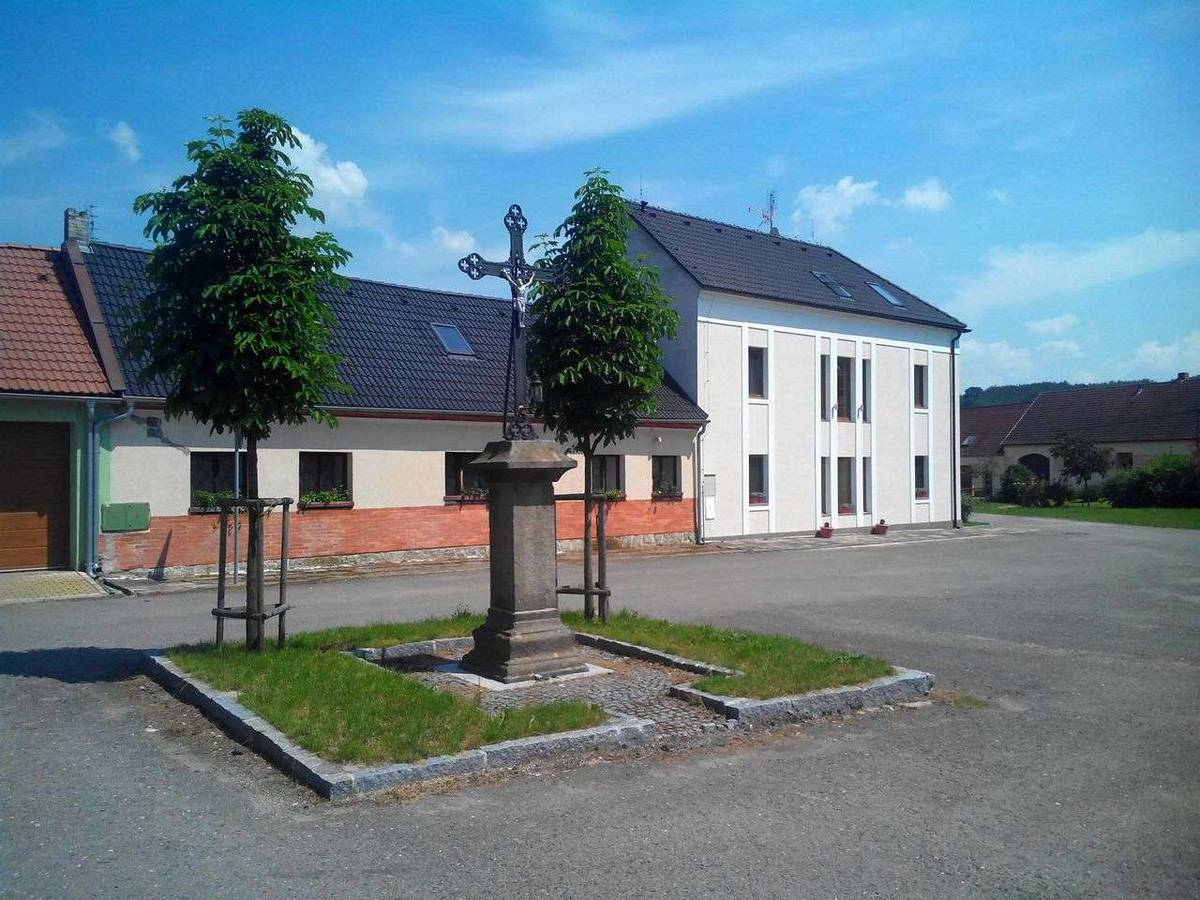
Wegkruis (2021)
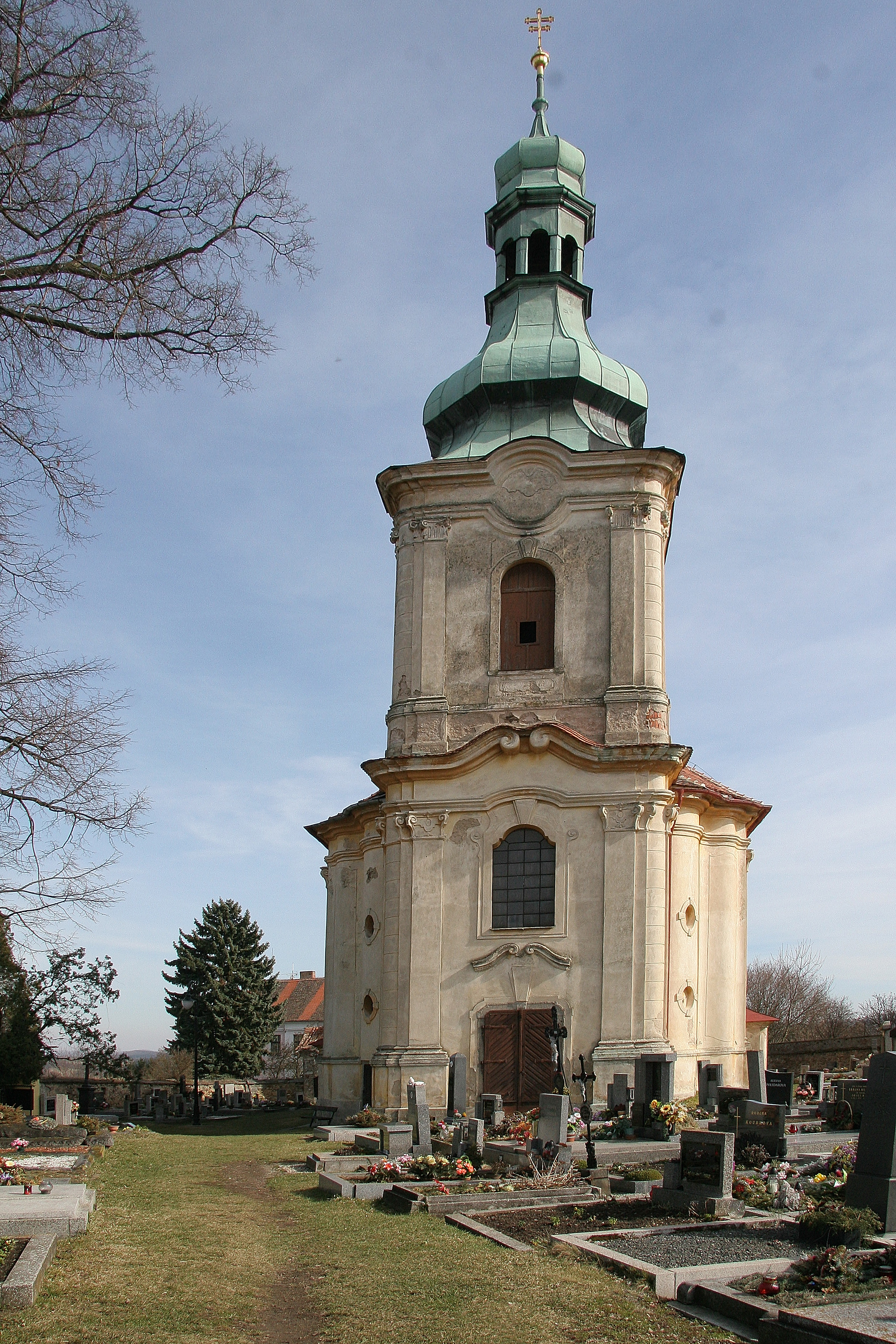
Kerk (buitenzijde - 2008)
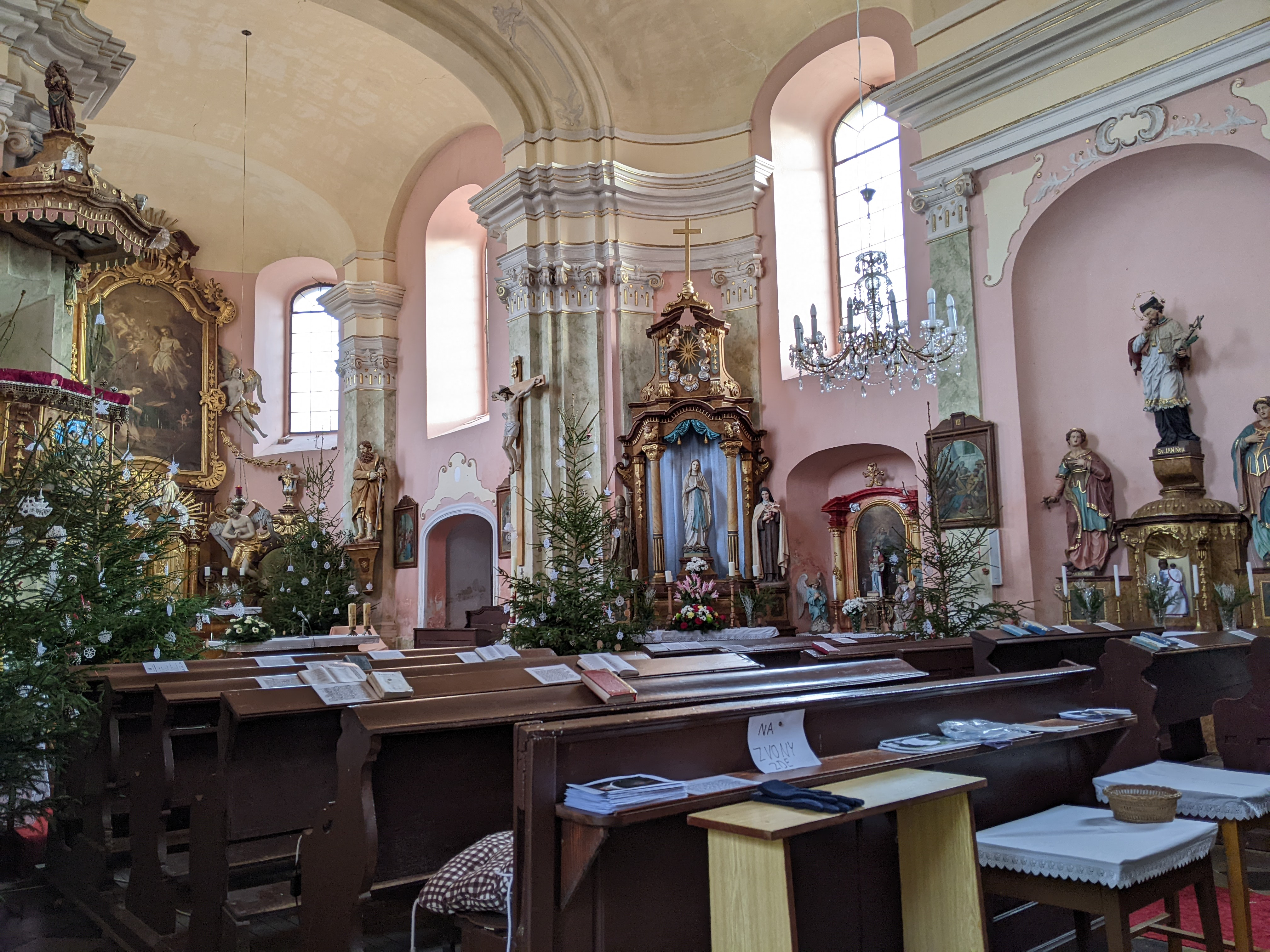
Kerk (binnenzijde - 2023)
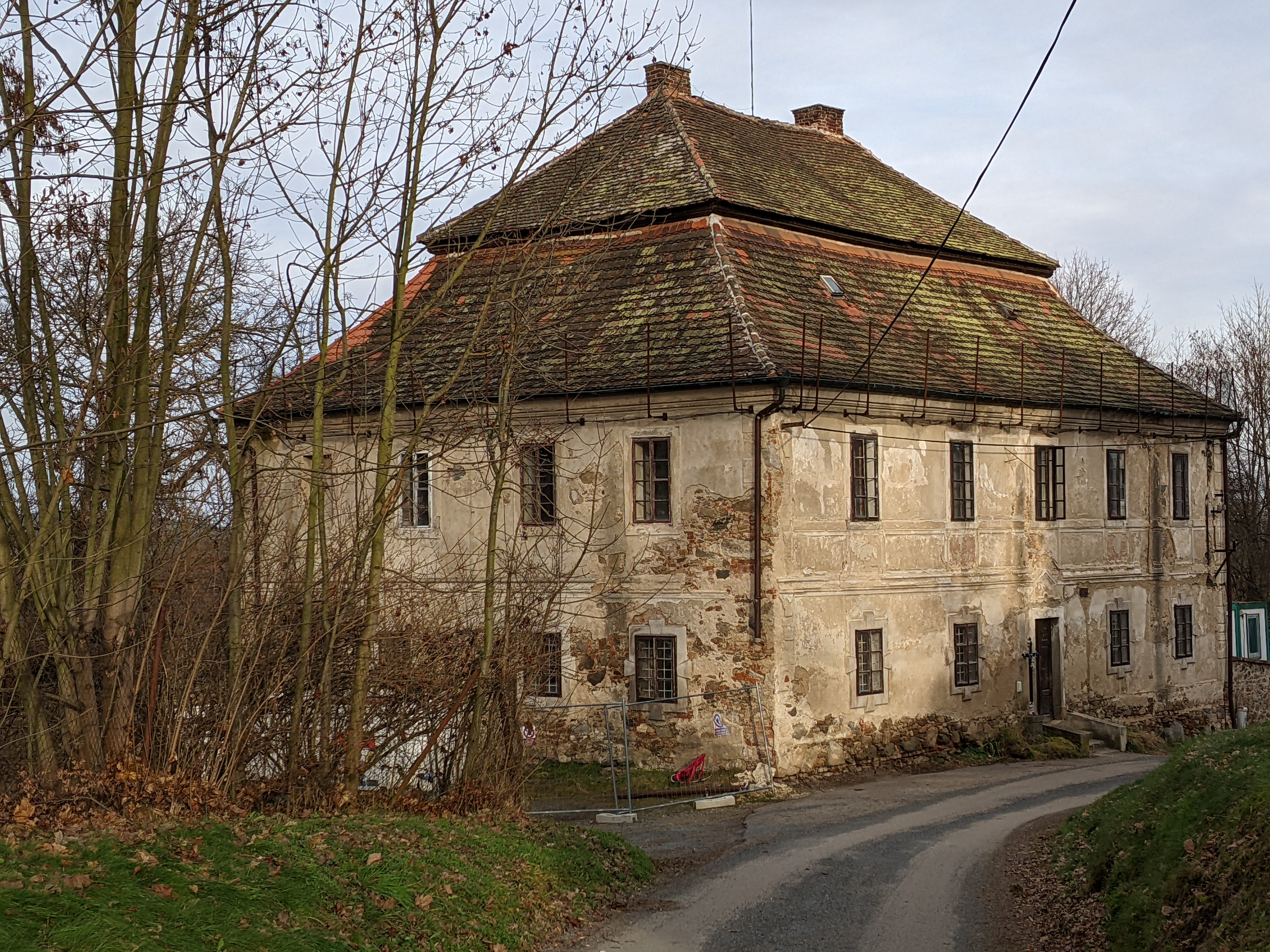
Pastorie (2023)